# Xahà emplomallat
El xahà emplomallat o xahà comú (Chauna torquata) és una espècie d'ocell de la família dels anhímids (Anhimidae) que habita aiguamolls, sabanes empantanegades, vores de llacunes i rius d'Amèrica del Sud, des del sud-est del Perú, Bolívia, el Paraguai, sud del Brasil i Uruguai fins al nord de l'Argentina.